# دکمه سردست

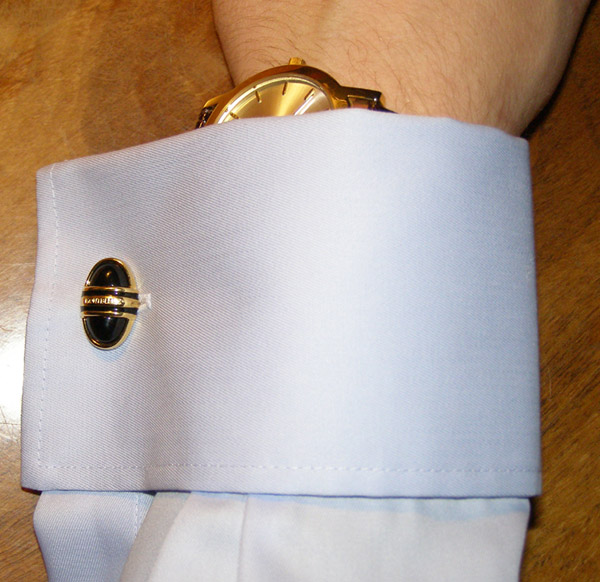
دوبل کاف با دکمه سردست

دکمه سردست یا دکمه سرآستین، دکمه‌ای است که برای بستن آستین پیراهن به‌کار برده می‌شود و نیز ممکن است جواهراتی برای پسران و مردان شمرده شود. دکمه سردست می‌تواند از انواع مختلف مواد مانند شیشه، سنگ، چرم، فلز گرانبها یا ترکیبی از این‌ها باشد.
دکمه‌های سرآستین در ابتدا صرفاً برای طبقهٔ اشراف و ثروتمندان بود. یکی از مدل‌های اصلی دکمه سرآستین، یک دایرهٔ خیلی کوچک است که به وسیلهٔ یک میلهٔ فلزی به دایرهٔ تزئینیِ بزرگتری متصل می‌شود.
اولین دکمه‌های سرآستین در اواخر قرن هفدهم و اوایل قرن هجدهم در اروپا ظاهر شد. نخستین باری که استفاده از دکمه سرآستین به طور مستند و دقیق ذکر شده است، سال ۱۷۸۸ است. اوایل دکمه‌های سرآستین مخصوص طبقه اشراف و ثروتمندان بود و به‌عنوان زیور و تزئینی گرانقیمت فقط در اختیار طبقه بورژوا بود و همه آنها با دست ساخته می‌شد .